# Бучачская епархия УГКЦ
Бучачская епархия (лат. Eparchia Bucacensis) — епархия Украинской греко-католической церкви с центром в городе Бучач, Тернопольская область, Украина. Входит в Тернопольско-Зборовскую митрополию.

## История
Бучачская епархия образована 21 июля 2000 года на территории, выделенной из состава Тернопольской епархии.
21 ноября 2011 года Бучачская епархия вошла в состав Тернопольско-Зборовской митрополии.

## Ординарии епархии
- епископ Ириней Билик (21.07.2000 — 28.07.2007)
  - Sede Vacante (2007—2011)
- епископ Дмитро Григорак (с 23.07.2011)

## Храмы
- Кафедральный собор Верховных Апостолов Петра и Павла (Чортков)
- Прокатедральний собор Благовещения Пресвятой Богородицы (Бучач)